# La Belle et l'Ordinateur
Pour plus de détails, voir Fiche technique et Distribution.
La Belle et l'Ordinateur (Electric Dreams seul titre français connu) ou Rêves électriques au Québec (Electric Dreams) est un film américano-britannique sorti en 1984 et réalisé par Steve Barron. L'histoire relève à la fois de la science-fiction et de la comédie romantique, puisqu'il présente un triangle amoureux entre un homme, une femme et un ordinateur domestique.
Dans le générique final, le film est dédié à la mémoire de l'UNIVAC I.

## Synopsis
Miles Harding vient d'emménager. Il est architecte et travaille à la création d'un nouveau type de briques résistantes aux tremblements de terre. Pour l'aider dans son travail, il décide d'acquérir un ordinateur dernière génération. Il l'équipe par la suite de quelques périphériques et le programme pour le laisser travailler seul en son absence. Lorsque Miles vient à renverser accidentellement du champagne sur son ordinateur, celui-ci se retrouve doué de la pensée et de sentiments comparables à un être vivant.
Dans le même temps, Miles fait connaissance avec sa nouvelle voisine, la charmante Madeline, joueuse de violoncelle. L'histoire prend alors la tournure d'un triangle amoureux opposant Miles et son ordinateur pour la conquête de Madeline.

## À propos du film
Film musical sans être à proprement parler une comédie musicale, transposition moderne du Cyrano de Bergerac d'Edmond Rostand dans l'univers de la domotique à ses tout débuts, l'on ressent fortement dans la patte de Steve Barron celle d'un des plus grands réalisateurs de vidéo clip des années 1980[non neutre], dont la bande son inonda pendant longtemps les charts de par le monde avec souvent un plus grand succès que le film lui-même. Vingt ans avant la généralisation d'internet et des réseaux à haut débit, apparaît la notion de connectivité des ordinateurs à travers le monde.

## Fiche technique
- Titre original : Electric Dreams
- Titre français : La Belle et l'ordinateur[1]
- Réalisation : Steve Barron
- Photographie : Alex Thomson
- Musique : Giorgio Moroder, Philip Oakey et George O'Dowd
- Production : Larry de Waay et Rusty Lemorande
- Format : 1,85:1 - Dolby Digital
- Langue : anglais
- Genre : Comédie de science-fiction
- Dates de sortie : 
  - États-Unis : 20 juillet 1984
  - France : 17 avril 1985

## Distribution
- Lenny Von Dohlen (VF : Vincent Violette) : Miles Harding
- Virginia Madsen (VF : Martine Irzenski) : Madeline Robistat
- Bud Cort : l'ordinateur
- Maxwell Caulfield (VF : José Luccioni) : Bill
- Don Fellows (VF : Yves Brainville) : M. Riley
- Alan Polonsky (VF : Guy Chapellier) : Frank
- Mary Doran (VF : Séverine Morisot) : Millie
- Wendy Miller : la vendeuse d'ordinateur
- Harry Rabinowitz (VF : Roger Crouzet) : le chef d'orchestre
- Miriam Margoyles (VF : Perrette Pradier) : la vendeuse de tickets
- Diana Choy (VF : Maïk Darah) : la caissière de l'épicerie
- Regina Walden (VF : Marcelle Lajeunesse) : la voisine
- Lisa Vogel (VF : Jocelyne Darche) : la guide de la prison

## Bande originale
1. Electric Dreams - (O'Dowd/Pickett) - P.P. Arnold - 4:23
2. Video! - (Lynne) - Jeff Lynne - 3:26
3. The Dream - (O'Dowd/Craig/Hay/Moss) - Culture Club - 2:32
4. The Duel - (Moroder) - Giorgio Moroder (basé sur le Menuet en sol majeur (BWV Anh 114) de Bach) - 3:49
5. Now You're Mine - (St. John/Lemorande) - Helen Terry (en) - 4:05
6. Love Is Love - (O'Dowd/Craig/Hay/Moss) - Culture Club - 3:53
7. Chase Runner - (Marsh/Ware/Gregory) - Heaven 17 - 3:00
8. Let it Run - (Lynne) - Jeff Lynne - 3:22
9. Madeline's Theme - (Moroder) - Giorgio Moroder - 2:19
10. Together in Electric Dreams - (Oakey/Moroder) - Philip Oakey (en) & Giorgio Moroder - 3:53

### Autres extraits musicaux
- Valse des fleurs de Piotr Ilitch Tchaïkovski,